# Asylum (película de 2008)
Asylum es una película de terror de la compañía 20th Century Fox del año 2012, lanzada en formato DVD también en el mismo año. El director David R. Ellis, fue director de las películas Destino final 2 y Serpientes en el avión. Fue filmada en el campus de la universidad de Winthrop en Rock Hill.

## Trama
Una universitaria llamada Madison (Sarah Roemer) convive con otros cinco universitarios, quienes son amenazados y perseguidos por un doctor psicópata que hace años había sido asesinado por sus propios pacientes. En la universidad cobra venganza matando a los que lograron revivirlo. Ellos tratarán de evitar todo lo que haga el doctor, pero no todos podrán sobrevivir.

## Reparto
- Sarah Roemerr como Madison.
- Carolina García como Maya.
- Ellen Hollman como Ivy.
- Randall Sims como Rez.
- Travis Van Winkle como Tommy.
- Jake Muxworthy como Holt.
- Cody Kasch como String.
- Mark Rolston como El Doctor.
- Joe Inscoe como Mackey.
- Ben Daniele como Brandon.
- Caroline Kent como "jóvenes de Madison".
- Brantley Pollock como "joven Brandon".
- Cristal McLaurin-Coney como el Colegio Ambassador.

## Muertes
- Brandon: Se suicida con una pistola.

- String: Mientras tenía en sus manos una cuerda para relajarse, el doctor lo enredó en una más larga colgándolo hasta asfixiarlo.

- Maya: Cuando el guía fue a su cuarto a intentar de seducirla, ella no se dejó y lo sacó de su habitación. Escucha música mexicana, cuando la sigue ve a quien en su adolescencia que la golpeaba y maltrataba, y le suplica que la deje en paz. El chico se convierte en el doctor, agarra una tijeras y le corta la frente. luego le cortó la cabeza dejándola sin cerebro.

- Tommy: Haciendo ejercicio, tuvo la pesadilla de su madre obligándolo a comer, pero no se deja. La mamá de Tommy se convierte en el doctor, poniéndolo en una cama de tortura, clavándole una aguja en la garganta y luego cortándole la lengua. Dijo "creo que no he terminado contigo" y le cortó los labios.

- Ivy: Corriendo tratar de esconderse del doctor, el mismo aparece al frente de ella poniéndola en su habitación de su infancia, donde su padre que la viola le dice que sonría a la cámara. El padre se convierte en el doctor, llevándola a la cama donde le clava repetidas veces una aguja gigante.

- Mackey: El doctor le clava agujas gigantes en los ojos como cuando era joven.